# فنسنت ر. ماثيوز
فنسنت ر. ماثيوز هو شخصية أعمال وسياسي أمريكي، ولد في 8 يونيو 1912، وتوفي في 7 أبريل 2005. نشط حزبياً في الحزب الديمقراطي. وقد انتخب عضو جمعية ولاية ويسكونسن ‏.